# Azhar Kamal
Azhar Kamal (* 25. November 1966 in Karatschi, Pakistan) ist ein Gitarrist, Komponist und Musikproduzent aus München.

## Karriere
Nach Privatunterricht bei Peter Kleindienst (Klassische Gitarre), Karli Broszat(Elektrische Gitarre), Stefan Ammer (Klassische Harmonielehre) und Matthias Weber (Jazz-Harmonielehre) begann Azhar seine Karriere als Musiker nach Absolvierung des Abiturs am Faust-Gymnasium Staufen. Von 1987 bis 1991 war er in London und als In House Producer/Arranger bei Apollo Records tätig. 1994 war Azhar A&R-Manager bei EMI/Electrola und 1996 bei Marlboro Music Product Manager International.
2002 veröffentlichte er sein erstes Soloalbum Me Rio, das auf Enja Records erschien. Als Produzent arbeitete er 2002/2003 mit Joachim Deutschland, den er entdeckte und dessen Debütalbum Musik wegen Frauen er auch im Jahr 2003 produzierte. Aus dem Album wurde auch die Hitsingle Marie ausgekoppelt. Seit 2004 hat Azhar als Komponist wie auch Gitarrist auf Alben für Tom Novy, JCA, Jamiroquai (Remix), Willy Astor, Zabine und anderen mitgewirkt. Sein kommerzielles Schaffen umfasst die Arbeit an der BMW Welt im Jahr 2007, für deren Installationen er Musik und Motorradgeräusche beisteuerte und eng mit dem Konzern zusammenarbeitete. Des Weiteren erschien im April 2008 die Massive Mozart CD bei Sonoton. Azhar schrieb bis Februar 2008 für das Theaterstück Fluchten 1-4 an den Münchner Kammerspielen die Musik und spielte und dirigierte das Ensemble live vor ausverkauften Haus. Als Filmschaffender war er als Komponist für den ARD-Fernsehfilm Meine Frau, Meine Freunde und Ich tätig. Er schrieb Orchesterarrangements für Bands wie Miles und Readymade. Als Studiomusiker und Livegitarrist arbeitete er mit Milva, Gitte Hænning, Pharao, Roberto Di Gioias Marsmobil, Gipsy Vagabonds, Aunt Jamima, Joachim Deutschland, Acoustic World Project, Carmen, Blue, Bed & Breakfast und Schweisser.
Am 16. September 2010 wurde Azhar Kamals Neuinterpretation von Gustav Mahlers VIII. Symphonie unter dem Titel Magna Peccatrix im Haus der Kunst München uraufgeführt. Des Weiteren gab es drei CD-Produktionen für Sonoton. Azhar produzierte mit dem Berliner Schauspieler Oliver Korittke ein Audiobook mit CD und Lithographien von seltenen Goethe-Erotica namens Hosenknopf. Auf Wollsack reiten, herausgegeben vom Münchner Frühling Verlag.
2011 erschien mit der Band ESPEXP eine CD für Enja Records namens Flora/Fauna, die bis auf Platz 1 der Amazon Jazz Charts kam. Mit dieser Formation spielte er auch im Carl-Orff-Saal in München. Seit 2011 spielt Azhar manchmal mit Georg Ringsgwandl und ist als Komponist für kommerzielle Websites tätig, z. B. Design Hotels. Im August 2012 arbeitete Azhar in einem hochkarätigen Ensemble unter Wolfgang Lackerschmid bei dem Projekt Common Sense/Common Language mit Stéphane Belmondo, Samuel Dühsler und George Donchev.
Im September 2013 arrangierte Azhar Kamal Bachs Cello-Suite Nr. I für eine Produktpräsentation der Firma Montblanc in Hong Kong. Seit Oktober 2013 ist Azhar als Theaterkomponist für das Stück Urteile tätig, das am Münchner Marstalltheater am 10. April 2014 uraufgeführt wurde.
Im Juni 2014 co-produzierte Azhar das Debütalbum des Trompeters/Komponisten Matthias Lindermayr, das 2015 bei Enja Records erschien. Im November erschien Lisa Wahlandts Album Home for Christmas, auf dem Azhar bei mehreren Stücken Gitarre gespielt hatte und mit der er dann auf Tour in Bayern/Österreich war. 2016 veröffentlichte Azhar sein Album Folk Jazz Explosion bei Enja/Yellowbird . 2018 co-produzierte Azhar das Nachfolgealbum von Matthias Lindermayr New Born für Yellowbird Enja. 
2019 schrieb und produzierte die Kampagnenmusik des neuen Hymer Crosscamp Wohnmobils. 2020 produzierte Azhar in seinem eigenen Studio die Debüt-EP „Let me down Easy“ des Berliner Singer/Songwriters „LIAS“.
Aktuell produzierte er die Musik der Band „Sheer Cerebral Power“, die Elemente der Progressiven Rockmusik mit modernen Elementen des Hip-Hop vermischt. Deren Debüt “Sucker Punch’d” erschien 2022.
Am 21. Oktober 2021 hatte das Stück „Urteile Revisited“ Premiere am Residenztheater, für das Azhar alle Musik/Atmos/Audios komponierte und kreierte. Von 2022 bis 2024 gab es eine Zusammenarbeit zwischen Kendall Jenner und dem Hamburger Fashion-Label About You, für die Azhar die Musik schrieb und produzierte. 2023 erhielt Azhar die Berufung für die Caritas als Musiklehrer/Chorleiter im Rahmen des Superar-Programms mit Kindern und Jugendlichen aus sogenannten schwierigen Verhältnissen an der Teilhabe der sogenannten Hochkultur zu arbeiten. Diese jungen Menschen sollten durch eine flankierende musikalische Erziehung im Rahmen des regulären Schulunterrichtes in Kooperation mit den jeweiligen Lehrern inspiriert werden, sich in dieser kreativen Welt miteinzubringen.